# Ossingen
Ossingen is een gemeente en plaats in het Zwitserse kanton Zürich, en maakt deel uit van het district Andelfingen.

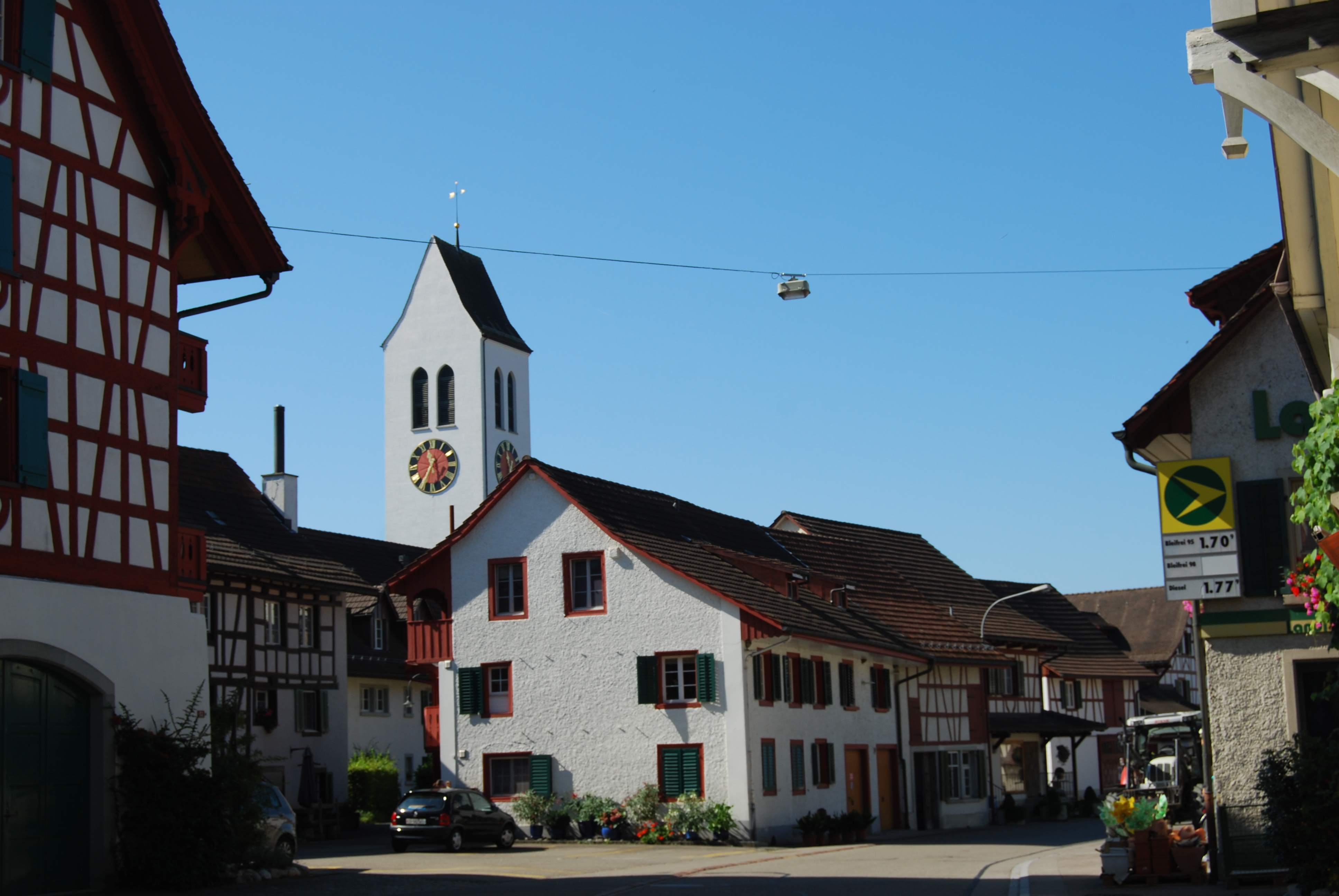
Ossingen

Ossingen telt 1300 inwoners.